# Ottorino Pianigiani
Pietro Ottorino Pianigiani (Siena, 4 marzo 1845 – Settignano, 7 ottobre 1926), più noto come Ottorino Pianigiani, è stato un magistrato, politico e cultore di linguistica italiano.

## Biografia
Laureato in giurisprudenza all'Università di Siena, percorse la carriera in magistratura fino a diventare primo Presidente della Corte di cassazione di Firenze.
Il 6 ottobre 1919 fu nominato senatore del Regno d'Italia dal re Vittorio Emanuele III.
La sua fama si deve però principalmente alla sua opera come lessicografo nel campo dell'etimologia, frutto di interessi culturali coltivati al di fuori della sfera professionale; fu autore di un dizionario etimologico, purtroppo inaffidabile a causa della sua inesperienza nel campo (vedi seguito).

## IlVocabolario etimologico della lingua italiana
Il Vocabolario etimologico della lingua italiana di Ottorino Pianigiani fu edito in edizione originale nel 1907 in due volumi (Roma, Società editrice Dante Alighieri) e fu seguito nel 1926 da un volume di Aggiunte, correzioni e variazioni (Firenze, Ariani); fu poi ripubblicato insieme con le aggiunte in edizione postuma invariata a Milano da Sonzogno nel 1937 (e successivamente fino al 1946).
Osteggiato dai glottologi di professione (in primis da Carlo Salvioni) fin dal suo apparire, il vocabolario di Pianigiani, sebbene corretto nelle ricostruzioni etimologiche più semplici che costituiscono la maggioranza dell'opera, risulta carente da un punto di vista scientifico-metodologico e inficiato da errori nelle etimologie più complesse, per le quali presenta infatti ricostruzioni fantasiose, dovute all'intuizione personale dell'autore. Secondo il linguista Wolfgang Schweickard, esso "non segnò progressi particolarmente significativi sul piano scientifico" e "solo a partire dalla metà del Novecento si pubblicarono dizionari etimologici che corrispondono alle esigenze dell'etimologia moderna", ossia il Dizionario etimologico italiano di Carlo Battisti e Giovanni Alessio in 5 volumi (Firenze, G. Barbera, 1950-57).
Nonostante sia inaffidabile (a detta dei curatori stessi del dizionario) e catalogabile al massimo come "reperto archeologico", il vocabolario di Pianigiani viene stato ristampato più volte; quindi, entrato nel pubblico dominio a oltre 75 anni dalla morte del suo autore, è stato digitalizzato e reso disponibile all'accesso gratuito in rete.

## Opere
- Vocabolario etimologico della lingua italiana, Roma, Società editrice Dante Alighieri di Albrighi, Segati e C., 1907 (2 voll.; I: pp. XVIII,783; II: pp. V, [785]-1559).
- Che cosa significa il mio nome? ... Saggio etimologico dei nomi propri con una appendice sopra alcune voci ed espressioni straniere entrate nell'uso, Lucca, tipo-lito U. Rocchi, 1911.
- Sui discorsi pronunciati dai procuratori generali per l'inaugurazione dell'anno giudiziario 1918. Relazione per la commissione di statistica e legislazione, Roma, Cecchini, 1919.
- Aggiunte, correzioni e variazioni al Vocabolario etimologico della lingua italiana, Firenze, tipografia E. Ariani, 1926  (pp. VIII,111).